# Campeonato de Wimbledon 1896
La edición 20.º del Campeonato de Wimbledon se celebró entre el 13 de julio y el 21 de julio de 1896 en las pistas del All England Lawn Tennis and Croquet Club de Wimbledon, Londres, Inglaterra.
El cuadro individual masculino lo iniciaron 31 jugadores mientras que el femenino lo iniciaron 6 tenistas.

## Hechos destacados
En la competición individual masculina se impuso el británico Harold Mahony logrando el único título que obtendría en el torneo al imponerse en la final al británico Wilfred Baddeley.
En la competición individual femenina la victoria fue para la británica Charlotte Cooper logrando el segundo título que obtendría en Wimbledon al imponerse a la británica Alice Pickering.

## Palmarés
| Seniors              | Vencedor                          | Resultado               | Finalista                      | Finalista |
| -------------------- | --------------------------------- | ----------------------- | ------------------------------ | --------- |
| Individual masculino | Harold Mahony                     | 6–2, 6–8, 5–7, 8–6, 6–3 | Wilfred Baddeley               |           |
| Individual femenino  | Charlotte Cooper                  | 6–2, 6–3                | Alice Simpson Pickering        |           |
| Dobles masculino     | Wilfred Baddeley Herbert Baddeley | 1–6, 3–6, 6–4, 6–2, 6–1 | Reginald Doherty Harold Nisbet |           |

## Cuadros Finales

### Torneo individual  femenino
| Predecesor: 1895                                       | Campeonato de Wimbledon 1896 | Sucesor: 1897                                       |
| Predecesor: Campeonato nacional de Estados Unidos 1895 | Grand Slam 1896              | Sucesor: Campeonato nacional de Estados Unidos 1896 |

- Datos: Q653092